# Левицький Іван Юрійович
Іва́н Ю́рійович Леви́цький (* 7 липня 1932, село Селець Народицького району Житомирської області) — український картограф. Доктор географічних наук (1973). Професор (1976). Заслужений професор Харківського національного університету імені Василя Каразіна. Заслужений діяч науки і техніки України.

## Біографічні відомості
1955 року закінчив Харківський сільськогосподарський інститут. У 1955–1957 роках працював викладачем Житомирського технікуму землевпорядкування. Від 1960 року працював у Харківському сільськогосподарському інституті, у 1974–1979 роках був завідувачем кафедри геодезії та картографії. 1966 року став членом КПРС.
Від 1979 року Іван Левицький — професор Харківського університету, від 1989 року — завідувач кафедри фізичної географії та картографії.
10—14 вересня 2007 року на кафедрі фізичної географії та картографії Харківського університету проведено XVI Міжнародний науково-методичний семінар «Комп'ютерні технології та інтернет у географічній і картографічній освіті». Одне із засідань семінару було присвячене 75-річчю з дня народження та 52-річчю педагогічної і наукової діяльності Івана Левицького .
Увійшов, згідно з Указом Президента України від 1 серпня 2001 року, до складу Координаційної ради з підготовки та видання Національного атласу України .

## Наукова діяльність
Іван Левицький розробив теорію комплексного сільськогосподарського картографування, зокрема зміст, принципи проектування та методику складання окремих сільськогосподарських карт та атласів.
Іван Левицький зробив значний внесок у становлення наукових основ природоохоронного картографування, методики структурно-логічного моделювання й обґрунтування змісту системи картографічних творів із цих проблем.
Під керівництвом Левицького розроблено низку нових типів картографічних творів, зокрема:
- атласи сільськогосподарських і лісогосподарських підприємств,
- районні атласи земельних ресурсів,
- республіканські атласи земельного кадастру,
- серії карт сучасного та перспективного використання, охорони та поліпшення земель адміністративного району, області, держави.

Левицький був ініціатором і організатором соціологічних досліджень з картографії.
Левицький — автор і співавтор навчальних і методичних посібників для вищої школи, зокрема, тритомного науково-довідкового посібника з радянського та зарубіжного атласного картографування охорони природи та використання природних ресурсів, виданого у 1986–1988 роках.

### Праці
- (рос.) Научные основы комплексного сельскохозяйственного картографирования. — Москва, 1975.
- (рос.) Геодезия с основами землеустройства. — Москва, 1977 (у співавторстві).
- Російсько-український словник з топографії для студентів геолого-географічного факультету / Левицький І. Ю., Павелко Т. М., Харківський державний університет . — Харків: Видавництво ХДУ, 1993. — 100 с.
- П'ятимовний словник основних термінів і визначень з геодезії, фотограмметрії та картографії / Крохмаль Є. М., Левицький І. Ю., Благонравіна Л. О., Харківський державний аграрний університет ім. В. В. Докучаєва . — Харків: Б.в., 1995. — 145 с.
- Українсько-російський картографічний словник / Левицький І. Ю., Фурса Л. С., ГУГКК при Кабміні України. — Б. м. : Б. в., 1997. — 413 с.
- Лабораторний практикум з топографії та картографії для студентів-географів / Левицький І. Ю., Кондратенко І. І — Харків: Б. в., 2000. — 172 с.
- Інтернет: терміни і визначення та сайти з картографії і геоінформатики / Левицький І. Ю., Афанасьєва Т. М. — Київ: Аратта, : Книжкова палата України, 2003. — 167 с. — ISBN 966-7865-42-8.

## Нагороди
- орден «Знак Пошани».